# Argleton
Argleton is een spooknederzetting die op kaarten van Google Maps en Google Earth voorkwam, maar in werkelijkheid nooit bestaan heeft. De plaats zou vlak bij de A59 moeten liggen in de Engelse civil parish Aughton, West Lancashire.
Daar waar de plaats zou moeten liggen, ligt in werkelijkheid niets meer dan een weiland. Omdat Google informatie levert aan andere bedrijven werd de ligging van Argleton in het postcodegebied L39 steevast ook bij die bedrijven doorgevoerd. Doordat de bedrijven het overnamen, namen ook verschillende instanties het over, waardoor er lijsten werden gemaakt over werkgelegenheid, woningen en het weer. De mensen en bedrijven in de lijsten waren allemaal echt, maar zij woonden feitelijk ergens anders in hetzelfde postcodegebied. Sinds 30 januari 2010 verschijnt Argleton niet langer in Google Maps.

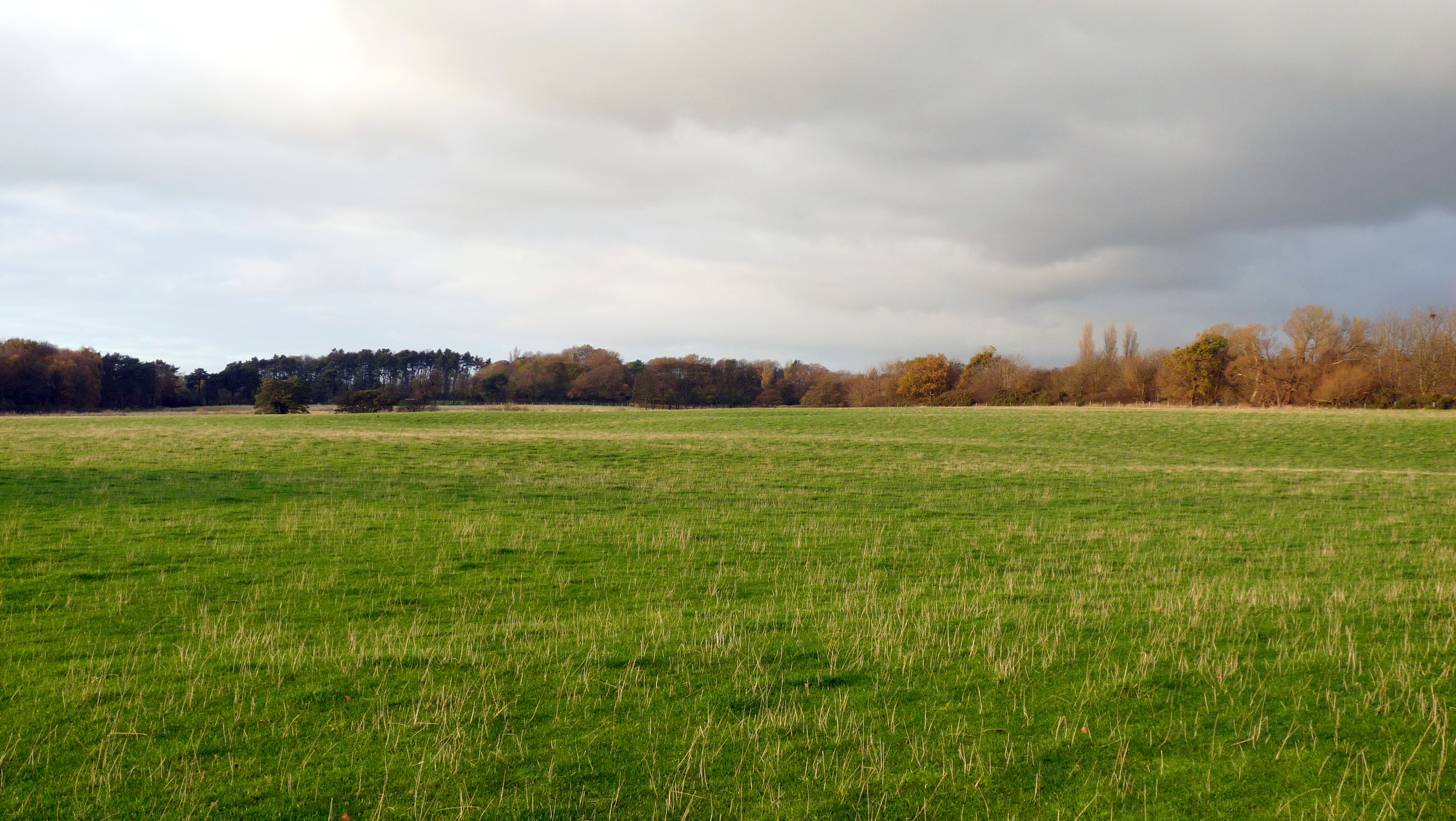
Zicht op een leeg veld gezien vanaf Bold Lane in Aughton, kijkend naar het noorden waar Argleton zou moeten liggen.